# 重宗雄三
重宗雄三（日语：重宗 雄三/しげむね ゆうぞう，1894年2月11日—1976年3月13日），日本政治家、企業家。出身於山口縣岩國市。1962年至1971年連續擔任三屆參議院議長，創下日本憲政史上在任參議院議長時間最長的紀錄。

## 經歷
1912年3月，畢業於東京高等工業學校附属工業補習學校（現東京工業大學附属科學技術高等學校専攻科），加入明電舍。先後成為明電舍的社長、會長。1946年，被敕選為貴族院議員。1947年，在同鄉的岸信介、佐藤榮作兄弟的邀請下參加第1屆日本參議院議員通常選舉，並順利當選。1953年至1956年擔任參議院副議長。1959年首次入閣，在第二次岸內閣擔任運輸大臣。之後擔任自民黨參議院議員會長，1962年就任參議院議長。
從1962年至1971年的九年間共擔任三屆參議院議長，是池田勇人、佐藤榮作兩政權的重要支柱。影響力之強，重宗與岸、佐藤兄弟並稱為「長州御三家」。如果佐藤違背重宗的意向要進行法案審議，也不得不親自到議長室拜訪請求諒解和協助。
在任議長期間，參議院自民黨超過半數的議員都屬於重宗旗下的「清風俱樂部」，因此重宗對閣僚的參議院名額人事安排極具影響力，也使原先理應擁有閣僚推薦權的自民黨參議院議員會長（林屋龜次郎）存在感薄弱。常被成為「重宗天皇」，參議院也被稱為「重宗王國」。
重宗常發揮影響力幫助自民黨通過法案，但同時也造成了人們對參議院喪失獨立性的擔憂。日韓基本条約、大學措置法、沖繩返還協定等重要法案都是他利用議長的議事整理權協助強行表決通過。
飽受獨裁的批評，重宗與佐藤的關係也在佐藤成功第四次連任自民黨總裁之後惡化。在角福戰爭中，重宗的人馬原本大多支持福田赳夫，重宗也打算競逐第四任議長任期，但河野謙三的派系「櫻會」造反批判重宗，成功分化了重宗的勢力，重宗只好打消了四選的念頭，結果河野在自民黨部分議員和在野黨聯手的情況下當選議長。參議院的變化是田中角榮實現逆轉的一個關鍵。
重宗在任參議院議長長達3,242天，是至今參議院史上最長的紀錄。
1974年宣布從政界引退。
| 議會席位        | 議會席位                                      | 議會席位          |
| --------------- | --------------------------------------------- | ----------------- |
| 前任： 松野鶴平 | 參議院議長 第8、9、10代：1962年—1971年        | 繼任： 河野謙三   |
| 前任： 三木治朗 | 參議院副議長 第4代：1953年—1956年             | 繼任： 寺尾豐     |
| 官衔            |                                               |                   |
| 前任： 永野護   | 運輸大臣 第24代：1959年                       | 繼任： 楢橋渡     |
| 政党职务        |                                               |                   |
| 前任： 吉野信次 | 自由民主黨參議院議員會長 第4代：1959年—1961年 | 繼任： 林屋龜次郎 |